# Obituary (musikalbum)
Obituary är det amerikanska death metal-bandet Obituarys tionde studioalbum, utgivet 2017 av skivbolaget Gibtown Music/Relapse Records.

## Låtlista
1. "Brave" – 2:14
2. "Sentence Day" – 2:49
3. "A Lesson in Vengeance" – 3:07
4. "End It Now" – 4:02
5. "Kneel Before Me" – 3:04
6. "It Lives" – 3:24
7. "Betrayed" – 3:01
8. "Turned to Stone" – 4:13
9. "Straight to Hell" – 3:57
10. "Ten Thousand Ways to Die" – 3:16
11. "No Hope" – 3:21

- Text: John Tardy
- Musik: Trevor Peres och Donald Tardy

## Medverkande
Musiker (Obituary-medlemmar)
- John Tardy – sång
- Trevor Peres – rytmgitarr
- Kenny Andrews – sologitarr
- Terry Butler – basgitarr
- Donald Tardy – trummor

Produktion
- Mark Prator – producent, ljudtekniker
- Joe Cincotta – ljudmix
- Brad Boatright – mastering
- Jacob Speis – omslagsdesign
- Andreas Marschall – omslagskonst
- Ester Segarra – foto